# Preondactylia
De Preondactylia zijn een groep van uitgestorven pterosauriërs behorend tot de Eopterosauria.
In 2014 definieerden Brian Andres, James Michael Clark en Xu Xing een klade Preondactylia: de groep bestaande uit de laatste gemeenschappelijke voorouder van Preondactylus buffarinii Wild 1984 en Austriadactylus cristatus Dalla Vecchia et al. 2002; en al zijn afstammelingen.
De Preondactylia zijn de zustergroep van een klade bestaande uit Peteinosaurus en de Eudimorphodontoidea, binnen de Eopterosauria.
De enige bekende preondactyliërs zijn de zustersoorten Preondactylus en Austriadactylus zelf. Het gaat om kleine basale vormen uit het Laat-Trias.